# Esența răului (film)
Esența răului (titlu original: Resurrection) este un film americano-canadian thriller de groază din 1999 regizat de Russell Mulcahy. Rolurile principale au fost interpretate de actorii Christopher Lambert, Leland Orser și Robert Joy.

## Distribuție
- Christopher Lambert - Det. John Prudhomme
- Leland Orser - Det. Andrew Hollinsworth
- Robert Joy - Gerald Demus
- Barbara Tyson - Sara Prudhomme
- Rick Fox - Scholfield
- David Cronenberg - Father Rousell
- Jonathan Potts - Detective Moltz
- Peter MacNeill - Captain Whippley
- Philip Williams - Detective Rousch
- Jayne Eastwood - Dolores Koontz
- David Ferry - Mr. Breslauer
- Chaz Thorne - David Elkins
- Darren Enkin - John Ordway
- Michael Olah - Michael Prudhomme